# ビブリア・ヘブライカ・クインタ
『ビブリア・ヘブライカ・クインタ』（Biblia Hebraica Quinta; 略称BHQ）は、ルドルフ・キッテルの著による『ビブリア・ヘブライカ』の第5版であり、第4版『ビブリア・ヘブライカ・シュトゥットガルテンシア』 (BHS) の後継版である。第3版や第4版と同様、レニングラード写本を底本にしているが、1990年代に撮られたレニングラード写本のカラー写真を修整したものである。
前版と異なり、脚注にマソラ本文を解説し、異文の意義を考察する注釈が含まれている。また、最初の三つの版になく、BHSの補訂版のみに載せられていた、マソラ・マグナを収めている。他の変更点はBenjamin KennicottとC.D. GinsburgがMoshe Goshen-Gottsteinの作業をたどって照合したヘブライ語写本と異なる異文が、あまり価値がないとして、殆ど引用されていないことである。
本書は正確には分冊で出版されている。
- 第1冊（前書きとハーメーシュ・メギッロートの18部）は2004年に出版された。本書はレニングラード写本やBHSと同配列であり、ルツ記、雅歌（ソロモンの歌）、コヘレトの言葉（伝道の書）、哀歌、エステル記である。
- 第2冊（エズラ記とネヘミヤ記の20部）は2006年に出版された。
- 第3冊（申命記の5部）は2007年9月に出版された。
- 第4冊（箴言の17部）は2009年2月に出版された。
- 第5冊（小預言書の13部）は2010年11月に出版された。
- 第6冊（士師記の7部）は2012年3月に出版された。

Eisenbraunsのウェブページは、ヘブライ語聖書全巻が2020年までに完成すると推測している。ドイツ聖書協会は小預言書用のウェブページと箴言の分冊用のウェブページでも同様の推測をしているが、その前の分冊用のウェブページでは、完成は2015年と推測している。 

## 参照
- en:Oxford Hebrew Bible
- en:Hebrew University Bible